# یواس‌اس دانکن (اف‌اف‌جی-۱۰)
یواس‌اس دانکن (اف‌اف‌جی-۱۰) (به انگلیسی: USS Duncan (FFG-10)) یک کشتی بود که طول آن ۴۵۳ فوت (۱۳۸ متر), در کل بود. این کشتی در سال ۱۹۷۸ ساخته شد.